# Caïssa-Eenhoorn
Caïssa-Eenhoorn is een schaakvereniging in Hoorn.

## Geschiedenis

### Voorgeschiedenis
Het Hoornse schaakgeschiedenis gaat terug tot het begin van de 19e eeuw. In 1816 schrijft ene Willem Kist over een bezoek aan Hoorn: "Wij deden daarop eene wandeling buiten de Koepoort om den fraaijen Koepoortsweg te zien. Er is eene Societeit, die des morgens meer bezocht wordt dan des avonds; er is ook een Koffijhuis, waar de burgers samen komen om den tijd met schaken, dammen, of met het biljart en kaartspel te korten." In die periode werd In- en Uitspanning (1825) opgericht. Rond 1850 was Julien Karis, luitenant-kwartiermeester in de infanterie van de garnizoensstad, een van de meest productieve probleemschaakcomponisten. Aan het eind van de 19e eeuw wordt de Hoornsche Schaakclub (1895) opgericht, een ruim decennium later gevolgd door de Hoornsche Dam- en Schaakclub (1908) die echter tijdens de Eerste Wereldoorlog en de bijbehorende mobilisatie van de Nederlandse regering een stille dood stierf.

### Caïssa

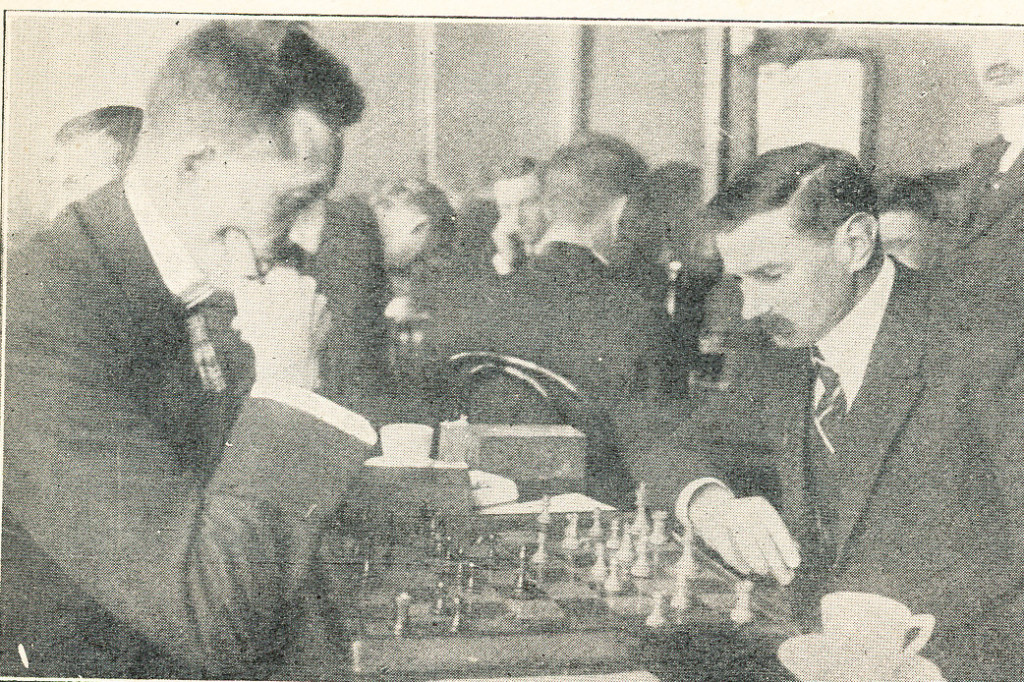
Leo Ruijgrok vs P. Zeeman in de eerste bondswedstrijd van Caïssa in Hoorn

Caïssa werd in 1923 als een Rooms-Katholieke schaakvereniging opgericht door de journalist Leo Ruijgrok en Van den Dungen. Dat was een gewaagd besluit, vanwege de verzuiling in die tijd. Bovendien was dammen in die tijd veel populairder en hadden de twee oprichters geen achtergrond of netwerk in Hoorn. Ondanks de populariteit van het schaken in West-Friesland in voorgaande decennia bestonden op dat moment geen andere schaakclubs in de regio en was het dammen veel populairder. Toch ging het goed en met name de simultaan van de latere wereldkampioen Max Euwe dat het volgende jaar gegeven werd, gaf de vereniging en de regio een boost.
Tijdens de oorlog veroorzaakte toenmalig voorzitter Piet Velzeboer een shock door zijn toetreding tot de NSB en bleek de club nog twee NSB-leden te hebben. Een daarvan is na de oorlog geweigerd, de ander werd toegestaan om weer lid te worden. Het is onbekend wat met Velzeboer is gebeurd.
Gedurende de jaren 1960 kreeg het ledenaantal een impuls door de Hoornse stadsvernieuwing, waarbij de stad groeide met vooral mensen uit Amsterdam.

### Caïssa en De Eenhoorn
Na een ruzie splitste in 1988 de groep die meer prestatiegericht wilde spelen zich af van de meer recreatief georiënteerde club en richtte schaakvereniging De Eenhoorn op. Twee decennia later zochten de verenigingen weer naar de samenwerking die in 2012 leidde tot een fusie, waaruit Schaakvereniging Caïssa-Eenhoorn is voortgekomen.

### 100-jarig bestaan
In 2023 werd het 100-jarig jubileum van de vereniging gevierd, hetgeen gepaard ging met de ontvangst van de Koninklijke Erepenning, de Eenhoornzegel van de gemeente vanwege de maatschappelijke betrokkenheid van de club; en de uitgave van Tot In- en Uitspanning, een jubileumboek over de schaakgeschiedenis in Hoorn.

## Bekende (oud)leden
- Jacobus Haring, ontving postuum van de Fide de titel van probleemschaak-grootmeester.[6][7][8]
- Peter Doggers, tevens actief bij chess.com
- Dimitri Reinderman, grootmeester en sterkste schaker ooit van de vereniging[9]
- Robin Duson, meervoudig Nederlands kampioene bij de jeugd[4]

## Publicatie
- Co Buysman (2023), Tot In- en Uitspanning - 200 jaar schaakgeschiedenis in Hoorn[9][10]